# MeisterSinger (entreprise)

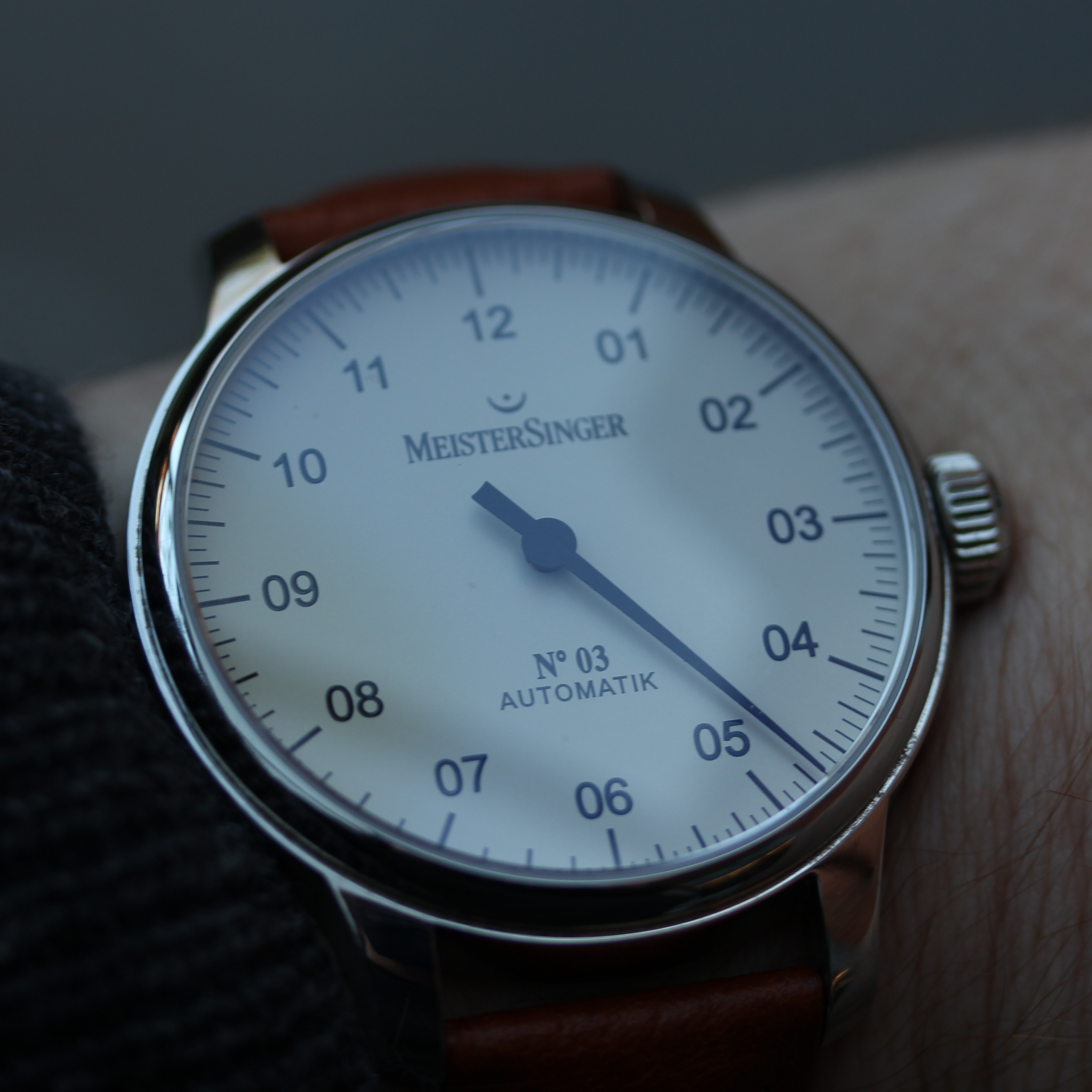
Montre MeisterSinger

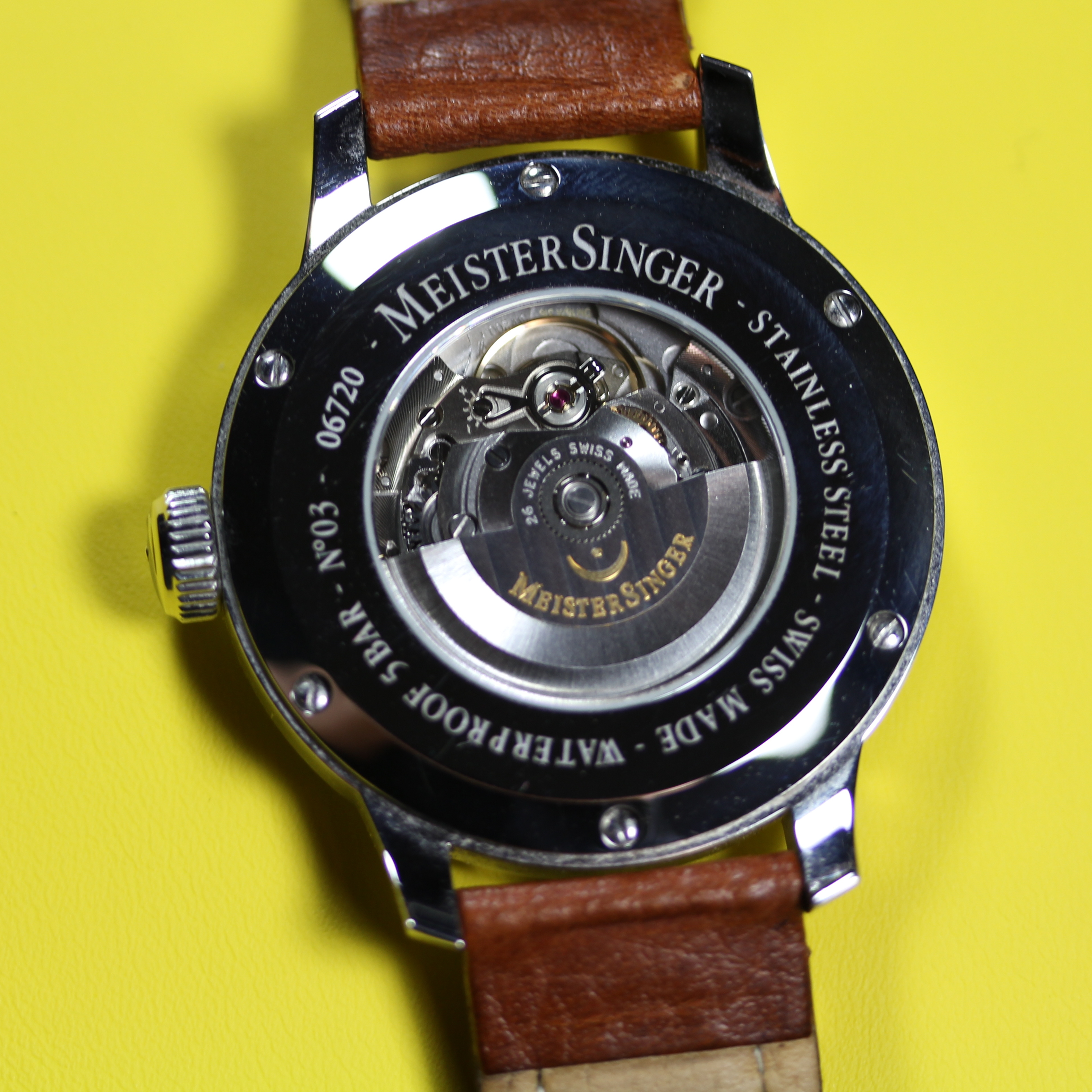
Fond transparent d'une montre MeisterSinger

MeisterSinger est une marque allemande d'horlogerie de luxe. Basée à Münster, elle a été fondée en 2001 par Manfred Brassler.
La marque et son logo font référence au milieu des musiciens. En effet, la marque MeisterSinger fait référence aux maîtres-chanteurs, poètes lyriques allemands des XIVe, XVe et XVIe siècles. Elle fait également référence à un célèbre opéra de Richard Wagner. Le logo de la marque est le point d'orgue, un symbole de notation musicale.